# هاجر السراج
هاجر السراج ممثلة سورية مقيمة في مصر.

## سيرة
درست الإخراج والتصوير. أول تجربة في التمثيل على الشاشة الصغيرة من خلال مسلسل (ضد الكسر) عام 2021 ومسلسل (بطلوع الروح) عام 2022.

## أعمالها

### في التلفزيون
| السنة | اسم المسلسل        | الدور    |
| ----- | ------------------ | -------- |
| 2021  | ضد الكسر           | سارة     |
| 2022  | بطلوع الروح        | لينا     |
| 2022  | اتزان              | نادية    |
| 2023  | بطن الحوت          | عبير     |
| 2024  | حالة خاصة          | رام الله |
| 2024  | إمبراطورية ميم     | منى      |
| 2025  | نص الشعب اسمه محمد | مي       |

### في السينما
| السنة | اسم الفيلم           | الدور |
| ----- | -------------------- | ----- |
| 2023  | فعل فاضح - فيلم قصير |       |

## وصلات خارجية
- هاجر السراج على موقع IMDb (الإنجليزية)
- هاجر السراج على موقع الدهليز
- هاجر السراج على موقع قاعدة بيانات الأفلام العربية